# ニッキー・ベンツ
ニッキー・ベンツ（Nikki Benz、 1981年12月11日 - ）は、カナダを拠点とするポルノ女優。

## 略歴
ソビエト連邦ウクライナ共和国のマリウポリ生まれ。7歳の時に父親の故国であるカナダのトロントに移住した。

## 経歴
ペントハウス2010年4月号のペントハウスペットを務め、ペット・オブ・ザ・イヤー2011に選ばれた。

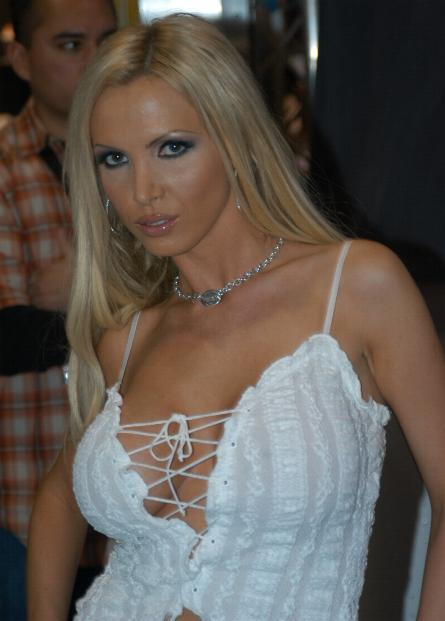
2005年撮影
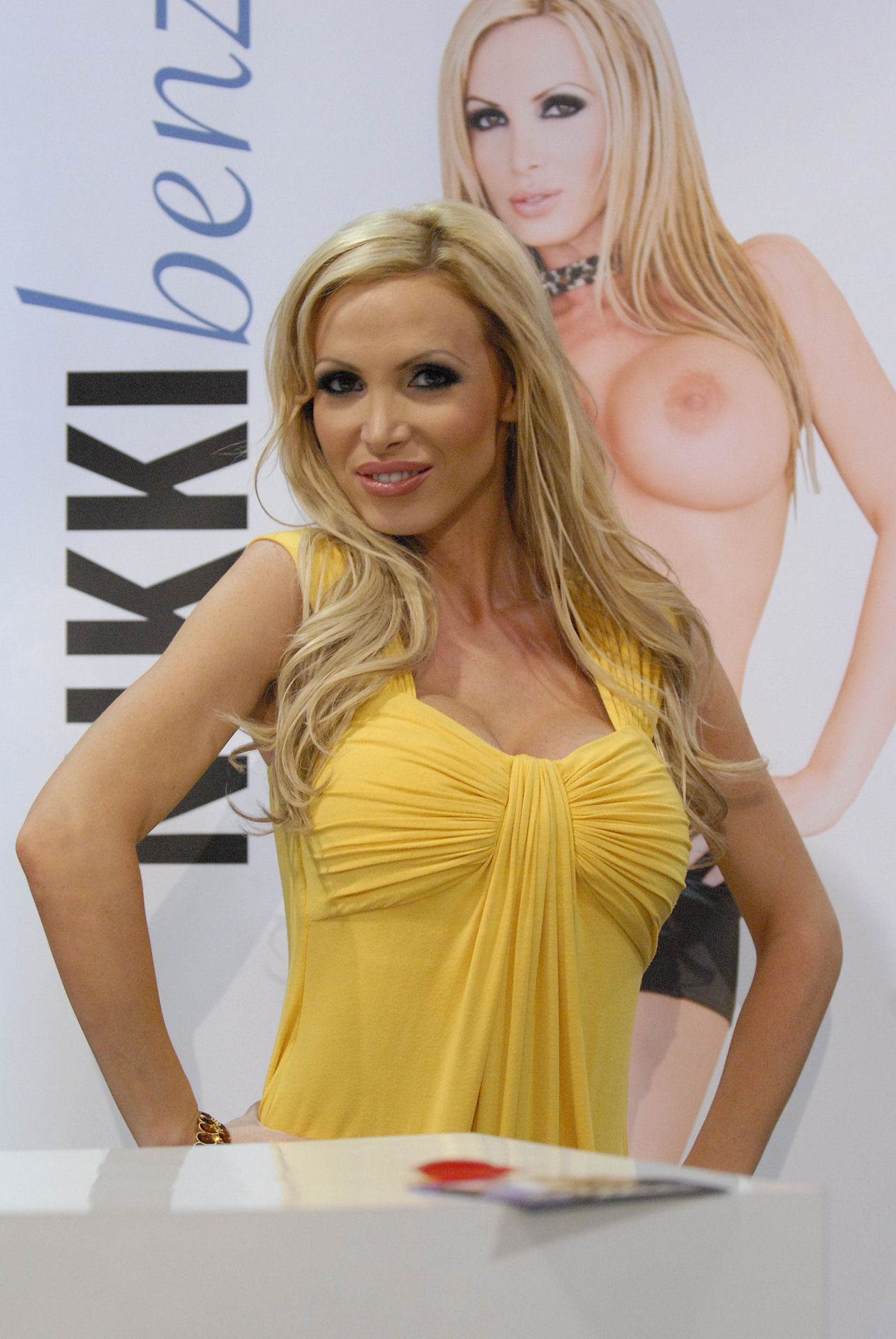
2010年撮影
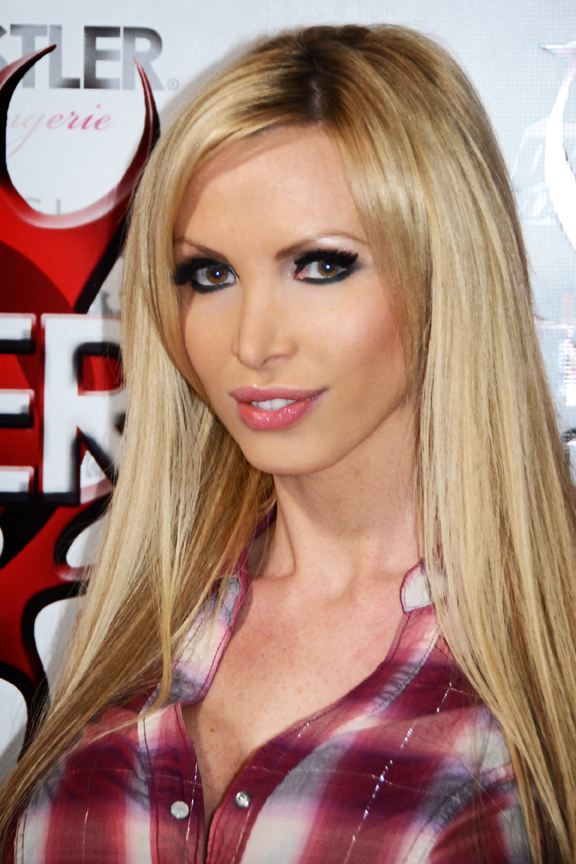
2012年撮影